# Miniégewehr
Das Miniégewehr war ein von Claude-Étienne Minié (1849 Hauptmann und Instrukteur an der École Normale in Vincennes) konstruiertes gezogenes Vorderladergewehr, das zur Verwendung des Minié-Geschosses entwickelt wurde. Diesem Ursprungtyp folgten weitere Gewehrentwicklungen.

## Beschreibung
Das Gewehr hatte den Vorteil, dass die umständliche Handhabung der Forcierung der Geschosse mit Hilfe des Ladestocks durch die Kraft des Schießpulvers übernommen wurde. Minié verlagerte das Wirkprinzip auf das Geschoss, ein sogenanntes Expansionsgeschoss, das sich beim Abbrennen des Schwarzpulvers durch dessen Druck am Bodenteil ausdehnt, da dieser als sog. Hohlboden mit einem eisernen Näpfchen (Culot) ausgeführt ist, der durch die Verbrennungsgase und den Culot auseinandergedrückt und in die seichten Züge gepresst wird.
Das Kaliber betrug 17,2 mm, das Gewicht des Expansionsgeschosses etwa 40 g. Das Miniégewehr und verwandte Konstruktionen (wie das Dorngewehr) mussten in den meisten Heeren erst nach 1866 den Hinterladern weichen.
Durch Miniés Prinzip konnten die Staaten Europas sehr schnell ihre gesamten Armeen mit gezogenen Gewehren ausrüsten, da alleine das Visier lizenzpflichtig war, nicht aber die Geschossform oder die Methode, in die alten großkalibrigen Musketen seichte Züge einzubringen. Dennoch war das Miniégewehr in seiner ursprünglichen Form problematisch, da die Geschosse der großen Kaliber (bis zu .69) häufig im Fluge oder gar schon im Lauf des Gewehrs rissen. Erst Verringerungen des Kalibers brachten hier Besserung.

Amerikanisches Minié-Geschoss ohne Culot, Links: vor dem Abschuss
Mitte: nach dem Abschuss
Rechts: Bodenfund aus dem Amerikanischen Bürgerkrieg

Die Anwendung im großen Stil erfolgte erstmals bei der britischen Armee durch die Einführung der Enfield Rifled Musket 1852 und deren Erfolg im Krimkrieg.
Seine Vollendung fand das Prinzip des Miniégewehrs aber in Deutschland durch das Württembergische Vereinsgewehr von 1857 im Kaliber .547 (13,9 mm) und die Versuche des bayerischen Offiziers Philipp Freiherr von Podewils, der 1859 eine Form fand, die es ermöglichte, ohne den eisernen Culot auszukommen.

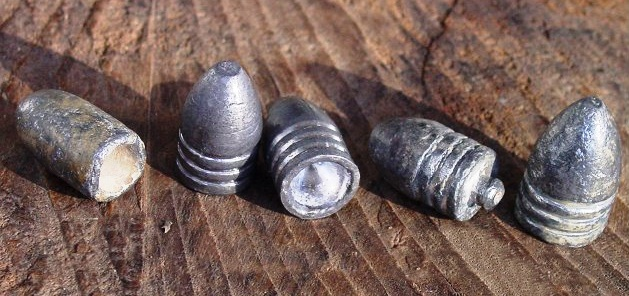
Minié-Geschosse
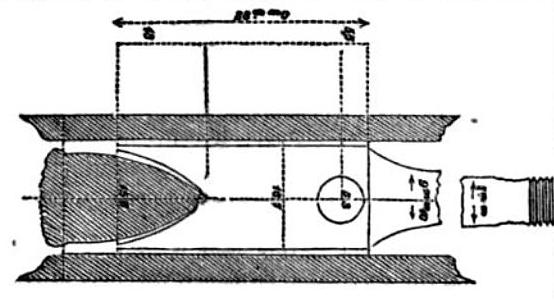
Minié-Geschoss, geladen vor dem Abschuss